# Résolution 1142 du Conseil de sécurité des Nations unies
Membres permanents
- Chine
- États-Unis
- France
- Royaume-Uni
- Russie

Membres non permanents
- Chili
- Corée du Sud
- Costa Rica
- Égypte
- Guinée-Bissau
- Japon
- Kenya
- Pologne
- Portugal
- Suède

Résolution no 1141 Résolution no 1143
La résolution 1142 du Conseil de sécurité des Nations unies, adoptée à l'unanimité le 4 décembre 1997, après avoir rappelé les résolutions 1105 (1997) et 1110 (1997), a prorogé le mandat de la Force de déploiement préventif des Nations unies (FORDEPRENU) en Macédoine jusqu'au 31 août 1998. 
La résolution notait que la mission de la FORDEPRENU jouait un rôle important dans le maintien de la paix et de la stabilité en Macédoine, mais était préoccupée par la situation en Albanie, comme l'expriment les résolutions 1101 (1997) et 1114 (1997). En outre, la Macédoine et la république fédérale de Yougoslavie (Serbie-Monténégro) ont été appelées à mettre en œuvre l'accord concernant la démarcation de leur frontière commune. Le Conseil de sécurité s'est félicité de la réduction et de la restructuration progressives des effectifs de la FORDEPRENU. Le secrétaire général Kofi Annan a signalé quelques développements positifs tels que la stabilisation de la situation en Albanie, mais que la paix et la stabilité en Macédoine dépendaient également des événements dans d'autres parties de la région.
Le Conseil de sécurité a prolongé le mandat de la FORDEPRENU jusqu'au 31 août 1998, avec le retrait attendu de la composante militaire par la suite. Enfin, Kofi Annan a été chargé de rendre compte des modalités de la fin de la FORDEPRENU, du retrait de sa composante militaire et d'une future présence internationale en Macédoine, d'ici le 1er juin 1998.

## Voir également
- Dislocation de la Yougoslavie
- Débat autour du nom de la Macédoine
- Guerres de Yougoslavie